# Espen Knutsen
Espen Knutsen (né le 12 janvier 1972 à Oslo en Norvège) est un joueur professionnel norvégien de hockey sur glace.

## Carrière
Joueur norvégien ayant été repêché par les Whalers de Hartford lors du repêchage de la Ligue nationale de hockey en 1990. Il continue cependant à évoluer en Europe, entre autres avec le Djurgårdens IF en Suède. Il ne se joint à un club de la LNH qu'en 1997-1998, qui sont les Mighty Ducks d'Anaheim.
Il n'y joue qu'une saison préférant retourner en Europe. Il revient à la LNH dans le club d'expansion des Blue Jackets de Columbus en 2000-2001. Lors de sa première saison à Columbus, il totalise 53 points, un sommet en carrière. Sa production diminue un peu la saison suivante mais il est tout de même invité au Match des étoiles de la Ligue nationale de hockey devenant ainsi le premier norvégien à y prendre part. En mars 2002, il est impliqué dans un incident lors d'une partie contre les Flames de Calgary. Il décoche un tir qui dévie sur le bâton du défenseur des Flames Derek Morris et la rondelle finit sa course dans les estrades où une jeune spectatrice, Brittanie Cecil, la reçoit à la tête et en meurt quelques jours plus tard. Depuis, des filets protecteurs sont installés derrière les buts au-dessus des baies vitrées.
Il joue deux autres saisons avec l'organisation des Blue Jackets avant de terminer sa carrière en Europe. Il retourne ensuite à Oslo où il devient entraîneur-adjoint puis entraîneur chef du Vålerenga IF de 2008 à 2016.

## Statistiques

### En club
| Saison     | Équipe                     | Ligue       |     | Saison régulière | Saison régulière | Saison régulière | Saison régulière | Saison régulière |   | Séries éliminatoires | Séries éliminatoires | Séries éliminatoires | Séries éliminatoires | Séries éliminatoires |
| Saison     | Équipe                     | Ligue       | PJ  | B                | A                | Pts              | Pun              | PJ               | B | A                    | Pts                  | Pun                  |                      |                      |
| 1988-1989  | Vålerenga IF               | Nor. Jr.    | 36  | 14               | 7                | 21               | 18               | -                | - | -                    | -                    | -                    |                      |                      |
| 1989-1990  | Vålerenga IF               | 1. divisjon | 40  | 25               | 28               | 53               | 44               | -                | - | -                    | -                    | -                    |                      |                      |
| 1990-1991  | Vålerenga IF               | Eliteserien | 31  | 30               | 24               | 54               | 42               | 5                | 3 | 4                    | 7                    | -                    |                      |                      |
| 1991-1992  | Vålerenga IF               | Eliteserien | 30  | 28               | 26               | 54               | 37               | 8                | 7 | 8                    | 15                   | -                    |                      |                      |
| 1992-1993  | Vålerenga IF               | Eliteserien | 13  | 11               | 13               | 24               | 4                | -                | - | -                    | -                    | -                    |                      |                      |
| 1993-1994  | Vålerenga IF               | Eliteserien | 38  | 32               | 26               | 58               | 20               | -                | - | -                    | -                    | -                    |                      |                      |
| 1994-1995  | Djurgårdens IF             | Elitserien  | 30  | 6                | 14               | 20               | 18               | 3                | 0 | 1                    | 1                    | 0                    |                      |                      |
| 1995-1996  | Djurgårdens IF             | Elitserien  | 32  | 10               | 23               | 33               | 50               | 4                | 1 | 0                    | 1                    | 2                    |                      |                      |
| 1996-1997  | Djurgårdens IF             | Elitserien  | 39  | 16               | 33               | 49               | 20               | 4                | 2 | 4                    | 6                    | 6                    |                      |                      |
| 1997-1998  | Mighty Ducks d'Anaheim     | LNH         | 19  | 3                | 0                | 3                | 6                | -                | - | -                    | -                    | -                    |                      |                      |
| 1997-1998  | Mighty Ducks de Cincinnati | LAH         | 41  | 4                | 13               | 17               | 18               | -                | - | -                    | -                    | -                    |                      |                      |
| 1998-1999  | Djurgårdens IF             | EHL         | 6   | 2                | 2                | 4                | 4                | -                | - | -                    | -                    | -                    |                      |                      |
| 1998-1999  | Djurgårdens IF             | Elitserien  | 38  | 18               | 24               | 42               | 32               | 4                | 0 | 1                    | 1                    | 2                    |                      |                      |
| 1999-2000  | Djurgårdens IF             | Elitserien  | 48  | 18               | 35               | 53               | 62               | 13               | 5 | 16                   | 21                   | 2                    |                      |                      |
| 2000-2001  | Blue Jackets de Columbus   | LNH         | 66  | 11               | 42               | 53               | 30               | -                | - | -                    | -                    | -                    |                      |                      |
| 2001-2002  | Blue Jackets de Columbus   | LNH         | 77  | 11               | 31               | 42               | 47               | -                | - | -                    | -                    | -                    |                      |                      |
| 2002-2003  | Blue Jackets de Columbus   | LNH         | 31  | 5                | 4                | 9                | 20               | -                | - | -                    | -                    | -                    |                      |                      |
| 2003-2004  | Blue Jackets de Columbus   | LNH         | 14  | 0                | 4                | 4                | 2                | -                | - | -                    | -                    | -                    |                      |                      |
| 2003-2004  | Crunch de Syracuse         | LAH         | 2   | 1                | 1                | 2                | 0                | -                | - | -                    | -                    | -                    |                      |                      |
| 2003-2004  | Vålerenga IF               | Eliteserien | 1   | 0                | 0                | 0                | 4                | -                | - | -                    | -                    | -                    |                      |                      |
| 2003-2004  | Djurgårdens IF             | Elitserien  | 6   | 2                | 3                | 5                | 4                | 3                | 0 | 0                    | 0                    | 6                    |                      |                      |
| 2004-2005  | Djurgårdens IF             | Elitserien  | 15  | 0                | 8                | 8                | 12               | -                | - | -                    | -                    | -                    |                      |                      |
| Totaux LNH | Totaux LNH                 | Totaux LNH  | 207 | 30               | 81               | 111              | 105              | -                | - | -                    | -                    | -                    |                      |                      |

### En équipe nationale
| Année | Équipe          | Compétition                 |   | PJ | B  | A  | Pts | Pun                               |  | Résultat |
| 1989  | Norvège -18 ans | Championnat d'Europe junior | 5 | 8  | 4  | 12 | 10  |                                   |  |          |
| 1990  | Norvège junior  | Championnat du monde junior | 7 | 2  | 7  | 9  | 6   | 6e position                       |  |          |
| 1990  | Norvège -18 ans | Championnat d'Europe junior | 6 | 6  | 11 | 17 | 10  |                                   |  |          |
| 1991  | Norvège junior  | Championnat du monde junior | 6 | 1  | 2  | 3  | 0   | 8e position                       |  |          |
| 1994  | Norvège         | Jeux olympiques             | 7 | 1  | 3  | 4  | 2   | 11e position                      |  |          |
| 1994  | Norvège         | Championnat du monde        | 6 | 3  | 2  | 5  | 0   | 11e position                      |  |          |
| 1995  | Norvège         | Championnat du monde        | 7 | 1  | 3  | 4  | 2   | 10e position                      |  |          |
| 1997  | Norvège         | Championnat du monde        | 8 | 0  | 5  | 5  | 4   | 12e position                      |  |          |
| 2003  | Norvège         | Championnat du monde d1     | 5 | 4  | 5  | 9  | 8   | 2e position du groupe B           |  |          |
| 2004  | Norvège         | Qualification olympique     | 2 | 0  | 2  | 2  | 2   | Qualifié pour les qualif. finales |  |          |

## Trophées et honneurs personnels
- Ligue nationale de hockey
  - 2002 : participation au Match des étoiles de la Ligue nationale de hockey
- GET ligaen
  - 1994 : joueur norvégien de l'année
  - 1994 : nommé dans l'équipe d'étoiles
- Elitserien
  - 2000 : participa au Match des étoiles

## Transactions
- 1er octobre 1996 : droits échangés aux Mighty Ducks d'Anaheim par les Whalers de Hartford en retour de Kevin Brown.
- 25 mai 2000 : échangé aux Blue Jackets de Columbus par les Mighty Ducks d'Anaheim en retour d'un choix de 4e tour lors du repêchage d'entrée dans la LNH en 2000.